# The Pechstein
The Pechstein, auch Riesling-Gitarre genannt, ist eine E-Gitarre aus Eichenholz. Die Idee kam vom Önologen Kirk Bauer, sie wurde vom Geschäftsführer des  Weinguts von Winning Stephan Attmann in Deidesheim, dem Küfer Ralf Mattern und dem Gitarrenbauer Jens Ritter unterstützt.
Die Gitarre wurde im Weingut am 22. Oktober 2017 vorgestellt und dabei von Michael Koschorreck, einem Dozenten der Mannheimer Pop-Akademie, gespielt. Dieser attestierte ihr auch einen guten Klang.
Der Gitarrenkorpus wurde aus Pfälzer Eiche gefertigt und anschließend in einem Fass, das aus derselben Eiche gebaut wurde, angebracht. Das Fass hatte einen Glasboden. In diesem Fass mit der Gitarre wurden anschließend 500 Liter Riesling der Weinlage Forster Pechstein Jahrgang 2015 vergoren. Nach einem Jahr wurde der Gitarrenkorpus aus dem Fass entnommen. Der Wein wurde nach drei Jahren auf Flaschen abgefüllt. Der Erlös aus dem Weinverkauf und der Versteigerung der Gitarre, die am 23. Dezember 2018 mit einem Höchstgebot von 14000 € endete, geht vollständig an die Deutsche Kinderkrebshilfe.
Das Interessante daran ist, dass Eiche kein Instrumentenholz ist, da es nicht klingt und Schwingungen stark dämpft. Durch den Wein wurden aus dem Holz viele Stoffe ausgeschwemmt, so dass das Holz anschließend klingen konnte.